# شيلدين ويليامز
شيلدين ويليامز (بالإنجليزية: Shelden Williams)‏ مواليد 21 أكتوبر 1983 في أوكلاهوما سيتي، هو لاعب كرة سلة أمريكي معتزل بدأ مسيرته الاحترافية في سنة 2006 حيث تم اختياره من قبل فريق أتلانتا هوكس خلال الدرافت لعب في الرابطة الصينية لكرة السلة كلاعب وسط وحمل الرقم 33. يبلغ طوله 6 قدم 9 بوصة (2.1 م).

## فرق لعب لها
- أتلانتا هوكس
- سكرامنتو كينغز
- مينيسيوتا تيمبر وولفز
- بوسطن سيلتكس
- دنفر ناغتس
- نيويورك نيكس
- بروكلين نتس
- إلان شالون

## إحصائيات المسيرة

### الرابطة الوطنية لكرة السلة

#### الموسم الاعتيادي
| السنة   | الفريق                | لعب | بدأ | دقيقة | ميداني% | ثلاثية | حرة  | ارتداد | صنع | استلاب | تصدي | نقطة |
| ------- | --------------------- | --- | --- | ----- | ------- | ------ | ---- | ------ | --- | ------ | ---- | ---- |
| 2006–07 | أتلانتا هوكس          | 81  | 31  | 18.7  | .455    | .500   | .764 | 5.4    | .5  | .6     | .5   | 5.5  |
| 2007–08 | أتلانتا هوكس          | 36  | 0   | 11.5  | .370    | .000   | .686 | 3.0    | .3  | .4     | .3   | 3.0  |
| 2007–08 | سكرامنتو كينغز        | 28  | 0   | 12.9  | .491    | .000   | .667 | 3.5    | .3  | .3     | .4   | 5.2  |
| 2008–09 | سكرامنتو كينغز        | 30  | 0   | 10.2  | .449    | .000   | .762 | 2.6    | .3  | .4     | .3   | 3.7  |
| 2008–09 | مينيسيوتا تيمبر وولفز | 15  | 0   | 13.8  | .441    | .000   | .667 | 5.0    | .3  | .7     | .5   | 4.9  |
| 2009–10 | بوسطن سيلتكس          | 54  | 0   | 11.1  | .521    | .000   | .765 | 2.7    | .4  | .2     | .4   | 3.7  |
| 2010–11 | دنفر ناغتس            | 42  | 32  | 17.0  | .453    | .000   | .739 | 5.3    | .5  | .4     | .5   | 4.7  |
| 2010–11 | نيويورك نيكس          | 17  | 6   | 11.6  | .538    | .000   | .828 | 2.9    | .8  | .3     | .2   | 3.9  |
| 2011–12 | بروكلين نتس           | 58  | 35  | 22.0  | .478    | .000   | .731 | 6.0    | .6  | .8     | .7   | 4.6  |
| المسيرة |                       | 361 | 104 | 15.5  | .462    | .222   | .740 | 4.3    | .5  | .5     | .5   | 4.5  |

#### التصفيات
| السنة   | الفريق       | لعب | بدأ | دقيقة | ميداني% | ثلاثية | حرة  | ارتداد | صنع | استلاب | تصدي | نقطة |
| ------- | ------------ | --- | --- | ----- | ------- | ------ | ---- | ------ | --- | ------ | ---- | ---- |
| 2010    | بوسطن سيلتكس | 8   | 0   | 7.1   | .444    | .000   | .833 | 1.6    | .0  | .1     | .0   | 1.6  |
| المسيرة |              | 8   | 0   | 7.1   | .444    | .000   | .833 | 1.6    | .0  | .1     | .0   | 1.6  |

## روابط خارجية
- شيلدين ويليامز على موقع الدوري الأوروبي لكرة السلة (الإنجليزية)
- شيلدين ويليامز على موقع إن بي أي (الإنجليزية)
- شيلدين ويليامز على موقع سبورتس رفرنس (الإنجليزية)
- شيلدين ويليامز على موقع كرة السلة الأوروبية.كوم (الإنجليزية)
- شيلدين ويليامز على موقع كلية كرة السلة في سبورتس رفرنس.كوم (الإنجليزية)
- شيلدين ويليامز على موقع ريلجم (الإنجليزية)
- شيلدين ويليامز على موقع بروبوليرز (الإنجليزية)
- شيلدين ويليامز على موقع سبورتس رفرنس (الإنجليزية)